# El Parc i la Llacuna del Poblenou

Barris del districte de Sant Martí, Barcelona

El Parc i la Llacuna del Poblenou és un barri del districte de Sant Martí de Barcelona. Des de 2006 està delimitat per la Gran Via de les Corts Catalanes, els carrers de la Llacuna, de Pere IV, d'Àvila, de Llull, de Wellington, de Pujades, de Roger de Flor, dels Almogàvers i l'avinguda Meridiana fins a la Plaça de les Glòries Catalanes.
Els nuclis originals d'aquest barri es van establir al voltant de diversos parcs, el parc de l'Estació del Nord, el parc de la Ciutadella, i la via que unia el nucli del Poblenou amb el Clot, la Llacuna. La part més propera al parc de vegades se la considera part del Fort Pius (algunes entitats de la zona conserven aquesta referència), denominació que s'estenia també per algunes illes que avui corresponen al barri de la Vila Olímpica del Poblenou.
El barri està format per dues zones diferenciades, el veïnat del Parc i l'entorn de la plaça de les Glòries

## Educació, cultura i lleure
Donat el caràcter més industrial i comercial d'aquest barri, a data de 2008, el barri disposava només d'un centre d'idiomes, altre d'adults i la seu de l'Institut de Formació Contínua IL3, de nivell universitari. El barri allotja una sala de cinema i un multicine en el Centre Comercial Glòries, així com la biblioteca de la Gerència del Sector d'Urbanisme i Infraestructures i la biblioteca i museu de l'empresa municipal Serveis Fúnebres, el museu de les quals mostra carrosses fúnebres. Aquest barri comparteix al costat del Poblenou una zona de lleure nocturn conegut popularment com a Marina (encara que l'àrea principal s'allunya d'aquest carrer i se centra entre l'avinguda Meridiana i el carrer de Pere IV), on hi ha 7 discoteques (entre elles la coneguda Razzmatazz) i diversos bars musicals.

## Altres instal·lacions i serveis
Malgrat dur el nom de parc, cap dels parcs als quals fa referència el topònim queda allotjat en el barri ni en el districte, encara que la reforma prevista a la plaça de les Glòries preveu introduir-hi un parc de gran proporció. L'àmbit comercial queda cobert principalment amb els establiments del Centre Comercial Glòries. El barri disposa de quatre centres de culte evangèlics i un de catòlic. Els Mossos d'Esquadra tenen una seu en el barri amb objectiu de cobertura de tot el districte de Sant Martí.

## Arquitectura
El projecte 22@ i la remodelació general de l'antic Poblenou ha introduït diverses novetats en el barri en qualitat arquitectònica, com la incorporació de la coneguda Torre Agbar. La remodelació de les plaça de les Glòries va permetre la construcció del Museu del Disseny.

## Transports
La xarxa de tramvia de Trambesòs estén les seves estacions en aquest barri en 5 estacions, Marina, Auditori - Teatre Nacional, Estació de Glòries, on és terminal la línia T5, Ca l'Aranyó i La Farinera. La xarxa de Metro de Barcelona connecta el barri amb la resta de la ciutat mitjançant les estacions de Glòries i Bogatell. Per al transport públic ciclista el barri disposa de 10 estacions del servei Bicing.